# Гает'але

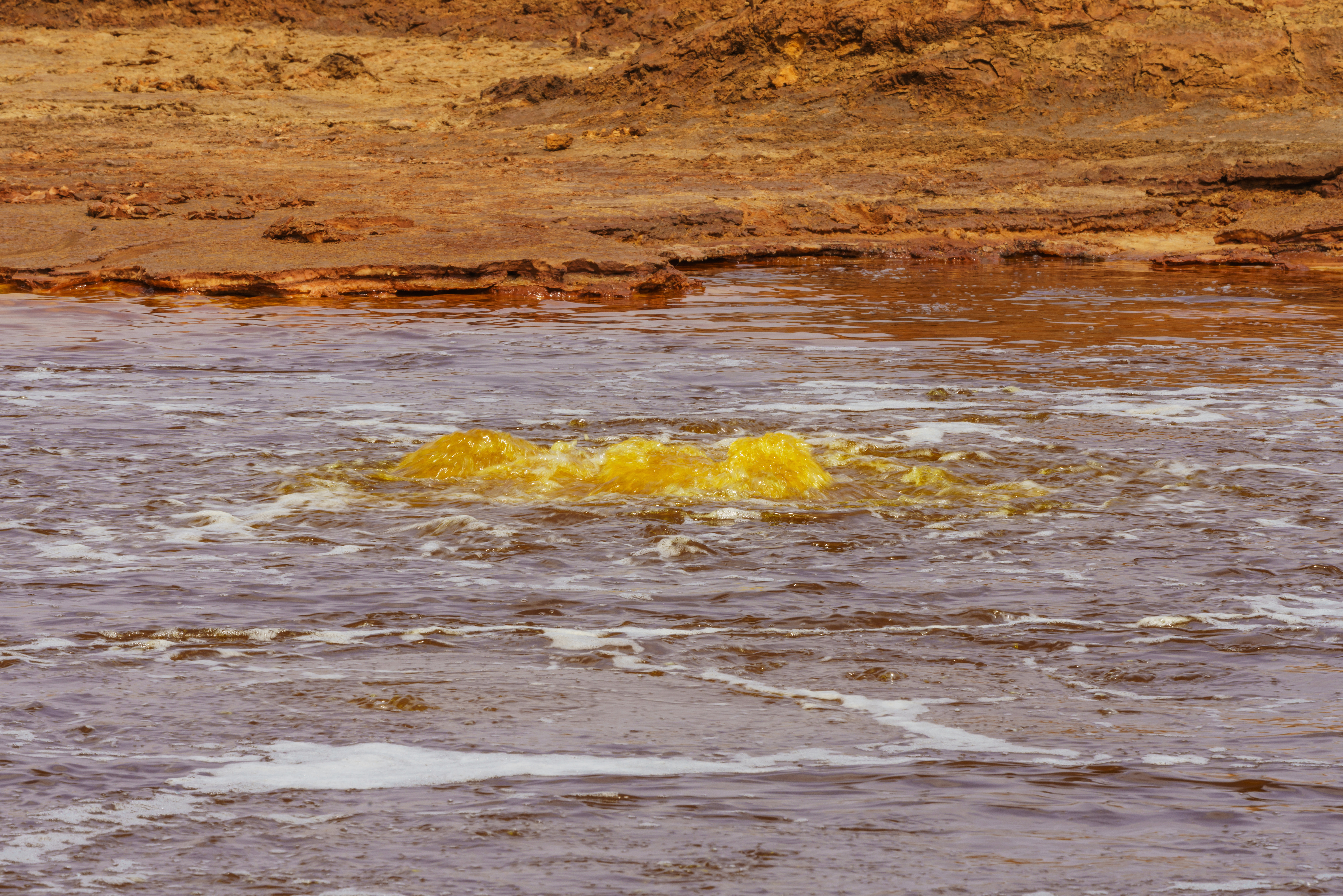
Гаряче джерело у ставку

Гает'але — невеликий гіпермінералізований ставок, що знаходиться неподалік кратера вулкану Даллол в западині Данакіль в регіоні Афар на півночі Ефіопії. Ставок розташований над гарячим джерелом тектонічного походження і не має видимих вхідних або вихідних потоків (тобто є безстічним). Вода ставка має солоність 43 %, що робить його найсолонішою водоймою на Землі.

## Місцезнаходження та походження
Гает'але — найбільший із серії невеликих ставків, що розташовані приблизно за 4 км на південний схід від вулкану Даллол. Він має форму півмісяця завдовжки близько 60 м.
Згідно свідчень місцевих жителів, водойма виникла після землетрусу у 2005 році. Температура води становить 50—55 °C (122—131 °F), оскільки ставок підживлюється термальними джерелами.

## Склад води
Вода у ставку містить хлориду кальцію (CaCl2) при концентрації 2,72 моль/кг і хлорид магнію (MgCl2) при 1,43 моль/кг. Також містить невеликі кількості іонів Na+, K+ і NO2-. Загальна кількість розчинених твердих речовин становить 433 г/кг або 43,3 %. Є також сліди Fe3+, які утворюють комплекс із Cl-, надаючи воді характерний жовтий колір.
З поверхні озера виділяються бульбашки газу без запаху. Ймовірно, це CO2, що виробляється вулканом. Навколо ставку знаходять трупи птахів та комах, а це означає, що газ може бути шкідливим для дрібних тварин чи людини.